# Вулиця Героїв Рятувальників (Херсон)
Вулиця Героїв Рятувальників — вулиця в Херсоні, розташована в Центральному та Корабельному районах, з'єднує площу Незламності, вулицю Михайла Грушевського та Миколаївське шосе з вулицями Нижньою та Білоруською.

## Історія
Вулиця сформувалася в XIX ст., отримавши в кінці 1870-х років назву «Олександрівська» (її північна частина межувала з Олександрівською площею. За радянських часів мала назву Червонопрапорна. Історичну назву відновлено 2016 року.
11 січня 2024 року Херсонська міська військова адміністрація вулицю Олександрівську перейменувала на вулицю Героїв Рятувальників.
Більшість будинків на вулиці Олександрівській одноповерхові. У двоповерховому будинку за високим парканом довгий час перебувала школа № 27. У 1979 році вона перейшла на просп. Жданова, а тут розмістився міжшкільний навчально-виробничий комбінат Суворовського району. З середини 2000-х років будівлю займає Херсонська філія МАУП.
На цій вулиці розташовано велике промислове підприємство — Херсонський завод карданних валів (буд. № 26), який розпочав свою діяльність у 1959 році (підприємство засноване в 1926 році як обозний завод).